# Melissa Mathison
Melissa Marie Mathison (ur. 3 czerwca 1950 w Los Angeles, zm. 4 listopada 2015 tamże) – amerykańska scenarzystka i producentka filmowa.

## Biografia
Melissa Marie Mathison urodziła się w Los Angeles 3 czerwca 1950 roku. Ukończyła Providence High School in Burbank. Była autorką lub współautorką scenariuszy do takich obrazów filmowych, jak: Czarny rumak (1979, reż. Carroll Ballard), E.T. (1982, reż. Steven Spielberg), Kundun – życie Dalaj Lamy (1997, Martin Scorsese), BFG: Bardzo Fajny Gigant (2016, Steven Spielberg).
Scenarzystka była w 1983 roku nominowana do Oscara za najlepszy scenariusz oryginalny za E.T.. Za ten film otrzymała „Nagrodę Nowego Pokolenia” przyznaną przez Stowarzyszenie Krytyków Filmowych z Los Angeles w 1982 roku. W 1983 roku za E.T. Amerykańska Gildia Scenarzystów uhonorowała Mathison nagrodą WGA za najlepszy scenariusz oryginalny dramatu. W 1983 roku przyznano Mathison Nagrodę Saturna w kategorii najlepszy scenarzysta.
W latach 1983–2004 Melissa Mathison była żoną Harrisona Forda. Małżeństwo miało dwoje dzieci: syna Malcolma Forda (ur. 1987) oraz córkę Georgię (ur. 1990). Melissa Mathison zmarła na raka w Los Angeles 4 listopada 2015 roku.